# Hatch (New Mexico)
Hatch ist eine US-amerikanische Kleinstadt im Doña Ana County des US-Bundesstaates New Mexico. International bekannt wurde die Stadt durch das dort angebaute scharfe Chili der Gattung Capsicum chinense.

## Geschichte
1851 wurde die Siedlung Santa Barbara gegründet, allerdings wurden die ersten Siedler durch Ureinwohner (Apachen) vertrieben und erst das 1853 in der Nähe errichtete „Fort Thorn“ bot Schutz. Allerdings wurde das Fort 1860 wieder geschlossen und die Siedler mussten erneut weichen und es dauerte bis 1875 um das Gebiet zu sichern. Der Ort wurde zu Ehren des Indianerbekämpfers Edward Hatch umbenannt, welcher Oberbefehlshaber im Militärdistrikt von New Mexico war.
Hatch liegt 40 Meilen nördlich der Stadt Las Cruces und 34 Meilen südlich am Spaceport America an der Interstate 25.

## Wirtschaft
Hatch verfügt über keine Industrie und wird durch die Landwirtschaft geprägt. Diese ist auf Chili ausgerichtet; im benachbarten Las Cruces befindet sich an der New Mexico State University (NMSU) das Chile Pepper Institute, welches sich mit der Züchtung des scharfen Chilis beschäftigt.
Das Chili aus Hatch besitzt weltweit einen Ruf hoher Qualität und wird seit 2012 in den Vereinigten Staaten nach seiner Herkunft als Hatch Chili vermarktet. Angebaut werden auch besonders scharfe internationale Sorten; insbesondere Bhut Jolokia (1. Mio. SHU) und Trinidad Moruga Scorpion (2 Mio. SHU), die zu den schärfsten Schoten der Welt zählen.
Einmal im Jahr seit findet seit 1972 (jeweils am August-Ende/September-Anfang) dort eine Chili-Festival statt und macht die Stadt in gewisser Hinsicht zum Chili-Zentrum der Welt. Bis zu 30.000 Besucher werden auf diesen Festivals gezählt.
Neben Chili werden Mais und Zwiebeln angebaut. Auf Grund der Trockenheit ist Wasser aus dem Rio Grande und aus zwei nahen Seen (Caballo Lake und das Elephant Butte Reservoir) zur Bewässerung notwendig.